# Qin Caini
Qin Caini es una deportista china que compitió en natación. Ganó dos medallas de plata en el Campeonato Mundial de Natación en Piscina Corta de 1999, en las pruebas de 200 m libre y 400 m libre.

## Palmarés internacional
| Campeonato Mundial en Piscina Corta | Campeonato Mundial en Piscina Corta | Campeonato Mundial en Piscina Corta | Campeonato Mundial en Piscina Corta |
| Año                                 | Lugar                               | Medalla                             | Prueba                              |
| ----------------------------------- | ----------------------------------- | ----------------------------------- | ----------------------------------- |
| 1999                                | Hong Kong (China)                   | Medalla de plata                    | 200 m libre                         |
| 1999                                | Hong Kong (China)                   | Medalla de plata                    | 400 m libre                         |